# 高木成太
髙木 成太（たかき なりた、1977年4月5日 - ）は、長崎県出身の元サッカー選手、サッカー指導者。
プロ選手としてのキャリア後半はDF登録であったが本来はMFであり、J1、J2では主にボランチで起用された。

## 略歴
1993年長崎県立国見高校に入学。全国高等学校サッカー選手権大会に2度（第73回 (1994年)、第74回 (1995年)）出場したが、第73回は3回戦、第74回は2回戦で敗退した。なお、同級生に船越優蔵、松本磨、百武義成などがいる。
ブレイズ熊本所属時にASAYANのJリーガーオーディションで落選したが、これがきっかけのひとつとなりヴェルディ川崎に入団した。
横浜FC草創期のメンバーで、JFLからJ2への昇格を果たした時の中心選手。2005年のアルテ高崎所属時には、天皇杯3回戦で横浜FCと三ツ沢球技場で対戦した際に横浜FCサポーターから大きなブーイングを受けた。また、試合終了後には三浦知良とユニフォーム交換もしている。
FC岐阜所属時の2006年12月16日、自身の公式ファンサイトにおいてFC岐阜を退団して当時三重県リーグ所属だったM.I.E.ランポーレFCへ移籍し、2007年1月13、14日の東海社会人サッカートーナメント大会を最後に引退することを表明。三重県営鈴鹿スポーツガーデンで行われた東海社会人トーナメントでランポーレの東海社会人サッカーリーグ昇格を果たし、プロ選手としてのキャリアを終了する。なお東海社会人トーナメントの結果は、13日のFCゴール（愛知県1位）は4-0、14日のヤマハ発動機（静岡県1位）は1-0で勝利した。
2007年2月20日横河武蔵野FCユースの監督となったが、同年4月5日（本人の誕生日）監督を辞して、同年6月より墨田区および葛飾区を中心とした総合型スポーツクラブ「NSP FC」の立ち上げに参画。また、2007年度より2010年度まで横浜FCサッカースクール スクールマスターでもあった。
2009年度より東京都リーグ4部所属のNSP FCトップチームでアマチュアとして現役復帰することを表明し、2008年12月14日から同クラブにて東京都北区サッカー協会会長杯の初戦から選手として復帰。優勝をしている。
2010年11月、FC鈴鹿ランポーレの監督に就任し、翌年からの指揮を執ることが発表された。選手としても登録されている。2012年10月、就任2年目にして東海リーグを制す。開幕戦から1度も首位に立つことなく最終戦にFC岐阜SECONDに逆転勝利し、逆転優勝した。
2014年12月、4年間務めたFC鈴鹿ランポーレの監督を退任。その後はFC鈴鹿ランポーレの強化部長を務めていたが、2015年2月に退団が発表された。
2015年4月投開票の鈴鹿市議会議員選挙に立候補し、1,293票を得票したが落選した。2016年4月からは東京23FC U-18チームの監督に就任している。

## 所属クラブ
- 1993年 - 1995年 長崎県立国見高校
- 1996年 - 1997年 ブレイズ熊本
- 1998年 ヴェルディ川崎
- 1999年 - 2003年 横浜FC
  - 2002年 東京ヴェルディ1969（期限付き移籍）[13]
- 2005年 FCホリコシ
- 2006年 FC岐阜
- 2006年12月 - 2007年1月 M.I.E.ランポーレFC
- 2008年12月 - 2010年10月 NSP CLUB
- 2011年2月 - 2014年 FC鈴鹿ランポーレ

## 個人成績
| 国内大会個人成績 | 国内大会個人成績 | 国内大会個人成績 | 国内大会個人成績 | 国内大会個人成績                       | 国内大会個人成績 | 国内大会個人成績  | 国内大会個人成績  | 国内大会個人成績 | 国内大会個人成績 | 国内大会個人成績 | 国内大会個人成績 |
| 年度             | クラブ           | 背番号           | リーグ           | リーグ戦                               | リーグ戦         | リーグ杯          | リーグ杯          | オープン杯       | オープン杯       | 期間通算         | 期間通算         |
| 年度             | クラブ           | 背番号           | リーグ           | 出場                                   | 得点             | 出場              | 得点              | 出場             | 得点             | 出場             | 得点             |
| 日本             | 日本             | 日本             | 日本             | リーグ戦                               | リーグ戦         | リーグ杯          | リーグ杯          | 天皇杯           | 天皇杯           | 期間通算         | 期間通算         |
| ---------------- | ---------------- | ---------------- | ---------------- | -------------------------------------- | ---------------- | ----------------- | ----------------- | ---------------- | ---------------- | ---------------- | ---------------- |
| 1996             | B熊本            |                  | 九州             |                                        |                  | -                 | -                 |                  |                  |                  |                  |
| 1997             | B熊本            |                  | 九州             |                                        |                  | -                 | -                 |                  |                  |                  |                  |
| 1998             | V川崎            | 29               | J                | 0                                      | 0                | 0                 | 0                 | 0                | 0                | 0                | 0                |
| 1999             | 横浜FC           | 14               | JFL              | 17                                     | 0                | -                 | -                 | 1                | 0                | 18               | 0                |
| 2000             | 横浜FC           | 14               | JFL              | 20                                     | 5                | -                 | -                 | 1                | 0                | 21               | 5                |
| 2001             | 横浜FC           | 14               | J2               | 42                                     | 2                | 4                 | 0                 | 4                | 2                | 50               | 4                |
| 2002             | 東京V            | 20               | J1               | 14                                     | 0                | 6                 | 1                 | 1                | 0                | 21               | 1                |
| 2003             | 横浜FC           | 7                | J2               | 23                                     | 1                | -                 | -                 | 0                | 0                | 23               | 1                |
| 2005             | ホリコシ         | 2                | JFL              | 19                                     | 1                | -                 | -                 | 3                | 0                | 22               | 1                |
| 2006             | 岐阜             | 3                | 東海1部          | 6                                      | 0                | -                 | -                 | 0                | 0                | 6                | 0                |
| 2006             | M.I.E.           |                  | 三重県1部        | 0                                      | 0                | -                 | -                 |                  |                  |                  |                  |
| 2009             | NSP              | 14               | 東京都4部        |                                        |                  | -                 | -                 | -                | -                |                  |                  |
| 2010             | NSP              | 14               | 東京都4部        |                                        |                  | -                 | -                 | -                | -                |                  |                  |
| 2011             | 鈴鹿             | 33               | 東海1部          |                                        |                  | -                 | -                 |                  |                  |                  |                  |
| 2012             | 鈴鹿             | 33               | 東海1部          | 0                                      | 0                | -                 | -                 | 0                | 0                | 0                | 0                |
| 通算             | 日本             | 日本             | J1               | 14                                     | 0                | 6                 | 1                 | 1                | 0                | 21               | 1                |
| 通算             | 日本             | 日本             | J2               | 65                                     | 3                | 4                 | 0                 | 4                | 2                | 73               | 5                |
| 通算             | 日本             | 日本             | JFL              | 56                                     | 6                | -                 | -                 | 5                | 0                | 61               | 6                |
| 通算             | 日本             | 日本             | 東海1部          | 6                                      | 0                | -                 | -                 | 0                | 0                | 6                | 0                |
| 通算             | 日本             | 日本             | 九州             | \|\|\|\|colspan="2"\|-\|\|\|\|\|\|\|\| |                  |                   |                   |                  |                  |                  |                  |
| 通算             | 日本             | 日本             | 三重県1部        | 0                                      | 0                | -\|\|\|\|\|\|\|\| | -\|\|\|\|\|\|\|\| |                  |                  |                  |                  |
| 総通算           | 総通算           | 総通算           | 総通算           | \|\|\|\|10\|\|1\|\|\|\|\|\|\|\|        |                  |                   |                   |                  |                  |                  |                  |